# Томпсън (село)
Вижте пояснителната страница за други значения на Томпсън.
Тòмпсън е село в Западна България, община Своге, Софийска област.

## География
Село Томпсън се намира на 35 km север-североизточно от областния център София (от храм-паметника „Свети Александър Невски“) и на 9 km юг-югоизточно от общинския център Своге. Разположено е в Искърския пролом в Стара планина. Климатът е умереноконтинентален, почвите в землището са предимно кафяви горски. Надморската височина в центъра на селото при църквата „Свети Йоан Кръстител“ е около 530 m, нараства към възвишенията на запад до около 730 m, а намалява на изток до към 490 m край река Искър.
Край селото отвъд река Искър минава второкласният републикански път II-16, а откъм левия бряг на реката минава през селото железопътната линия София – Горна Оряховица – Варна. Общинският път до село Томпсън е западно отклонение от второкласния път, което след Томпсън продължава на запад към село Церецел.
Землището на село Томпсън граничи със землищата на: град Своге на север; село Редина на североизток; село Реброво на изток и юг; село Церецел на югозапад и запад.
Населението на село Томпсън, наброявало 1313 души при преброяването към 1965 г. и 1180 към 1985 г., намалява до 846 (по текущата демографска статистика за населението) към 2020 г.
При преброяването на населението към 1 февруари 2011 г., от обща численост 944 лица за 908 лица е посочена принадлежност към „българска“ етническа група.

## История
Село Томпсън е създадено през ноември 1960 г. чрез обединяването на населените местности Гара Томпсън, Ливаге, Липата, Церови страги, Малък Бабул, Бабул и Завоя. Наречено е на британския майор Томпсън, офицер за свръзка между британската армия и НОВА в България, който през 1944 г. е заловен и разстрелян в съседното село Литаково.

## Обществени институции
Село Томпсън към 2022 г. е център на кметство Томпсън.
В село Томпсън към 2022 г. има:
- действащо читалище „Никола Вапцаров – 1956“;[8][9]
- православен храм „Свети Йоан Кръстител“;[10]
- православен храм „Рождество Богородично“;[11]
- пощенска станция.[12]

## Културни и природни забележителности
- Искърско дефиле
- На 13 май 2007 е открит бюст паметник на майор Томпсън пред сградата на кметството на селото.

## Редовни събития
- Събор на 24 май